# Montagano
Montàgano [monˈtaːɡano] è un comune italiano di 966 abitanti della provincia di Campobasso in Molise.

## Storia
Il suo nome deriva probabilmente da montis più aganòs che in greco antico significa letteralmente "monte bello". L'origine del paese si fa risalire all'anno 1039, quando i principi di Benevento Pandolfo e Landolfo proclamano attraverso un documento noto come Pergamena montaganese, l'indipendenza del comune e il suo riconoscimento come borgo libero.
Il paese ha anche importanza storica per il fatto che papa Pietro Celestino V studiò e prese i voti (intorno al 1230) presso l'abbazia di Santa Maria di Faifoli, un antico monastero risalente al XII secolo e sito appunto in località Faifoli, a circa tre chilometri fuori dal centro abitato.
Negli anni della seconda guerra mondiale, tra il 1940 e il 1943, Montagano fu uno dei comuni del Molise destinati dalle autorità fasciste ad accogliere profughi ebrei in internamento civile. Con l'arrivo dell'esercito alleato nell'ottobre 1943, gli internati raggiunsero i territori liberati del Sud Italia.

### Simboli
Lo stemma e il gonfalone sono stati concessi con decreto del presidente della Repubblica del 19 aprile 1974. Lo stemma si può blasonare:
Un primo simbolo del paese era probabilmente quello che si trova inciso su un'acquasantiera in pietra nella Chiesa Madre di Montagano che reca la data 1543: uno scudo a testa di cavallo, con al centro una lettera M sormontata da una croce trilobata o di San Maurizio.
La prima testimonianza ufficiale dello stemma di Montagano risale a un timbro comunale posto in calce ad una delibera consiliare del 19 settembre 1802. Lo scudo era sormontato dalla corona marchesale e circondato dall'iscrizione Unitas Montagani, abbreviazione di Universitas Montisagani. Questi ornamenti vennero eliminati con la concessione della versione attualmente in uso.
I tre colli rappresentano probabilmente i rioni di Montagano che hanno una conformazione collinare, con la chiesa madre, simboleggiata dalla croce, edificata sul rilievo più elevato.
Il gonfalone è un drappo di azzurro.

## Monumenti e luoghi d'interesse

### Castello feudale
Il castello di Montagano, del XII secolo, fu costruito come centro di controllo del contado e fu fortificato da Federico d'Aragona nel 1456. Dopo il terremoto del 1805, fu restaurato ed oggi ha la forma di un palazzetto signorile.
Si trova sopra un colle in frazione Collerotondo, adagiato su uno sperone roccioso.

### Palazzo marchesale Janigro
Come castello del centro storico, il palazzo fu venduto ai Janigro nel 1700. Il castello è ancora visibile: una torre è diventata il piano nobile con dei giardini pensili verso il cortile interno.

### Santuario di Santa Maria di Faifoli
La chiesa sorse dai templi di Fagifulae, e nel XIII secolo accolse Pietro da Morrone. La chiesa soffrì i soprusi del vescovo locale Simone Santangelo che entrò in conflitto con la stessa diocesi di Napoli.
Il nome dell'abbazia di Santa Maria di Faifoli sembra, nella parola Faifoli essere simile a Fagifulae.

### Sito archeologico di Fagifulae
Nei pressi dell'abitato si trovano gli scavi archeologici di Fagifulae.
Fu una città dei Sanniti che si ribellò a Roma nelle guerre sannitiche, diventando poi un importante centro medievale. Vi affiorano resti della pavimentazione.

## Società

### Evoluzione demografica
Abitanti censiti

La maggior parte della popolazione è rappresentata da anziani con più di 65 anni. 

## Cultura
È attiva la compagnia teatrale dialettale "Li M'brenguli".

## Economia
L'attività predominante è sicuramente l'agricoltura, affiancata dall'allevamento. Di particolare rilevanza è la produzione di pomodori nonché di vino moscato ottenuto da un antico vitigno chiamato "moscatello". Molto diffusa è anche la produzione artigianale di salumi e di prosciutti, ma anche di formaggi soprattutto a base di latte ovino. 

### Artigianato
Tra le attività più tradizionali vi sono quelle artigianali, che pur non essendo diffuse come nel passato non sono del tutto scomparse, e si distinguono per la lavorazione del legno ad intaglio e a mosaico.

## Amministrazione
Di seguito è presentata una tabella relativa alle amministrazioni che si sono succedute in questo comune.
| Periodo           | Periodo        | Primo cittadino        | Partito                            | Carica  | Note   |
| ----------------- | -------------- | ---------------------- | ---------------------------------- | ------- | ------ |
| 10 settembre 1987 | 31 maggio 1990 | Domenico Tomasso       | Democrazia Cristiana               | Sindaco | [ 10 ] |
| 31 maggio 1990    | 24 aprile 1995 | Domenico Tomasso       | Democrazia Cristiana               | Sindaco | [ 10 ] |
| 24 aprile 1995    | 14 giugno 1999 | Antonio Trivisonno     | Partito Democratico della Sinistra | Sindaco | [ 10 ] |
| 14 giugno 1999    | 14 giugno 2004 | Antonio Trivisonno     | lista civica                       | Sindaco | [ 10 ] |
| 14 giugno 2004    | 8 giugno 2009  | Enrico Galuppo         | lista civica                       | Sindaco | [ 10 ] |
| 8 giugno 2009     | 26 maggio 2014 | Enrico Galuppo         | lista civica                       | Sindaco | [ 10 ] |
| 26 maggio 2014    | 27 maggio 2019 | Giuseppantonio Mariano | lista civica                       | Sindaco | [ 10 ] |
| 27 maggio 2019    | 9 giugno 2024  | Giuseppe Tullo         | lista civica In armonia            | Sindaco | [ 10 ] |
| 9 giugno 2024     | in carica      | Giuseppe Tullo         | lista civica In armonia            | Sindaco | [ 10 ] |

### Gemellaggi
Nel 1996 il comune ha siglato un patto di amicizia con la cittadina belga di Huy, che accoglie numerosi emigranti di origine montaganese trasferitisi in Belgio a partire dai primi anni del Novecento per motivazioni economiche.

## Sport
La squadra di calcio a 5 del G.S.D. Montagano C5 gioca il campionato di Serie C1 molisano.